# ポポロクロイス はじまりの冒険
『ポポロクロイス はじまりの冒険』（ポポロクロイス はじまりのぼうけん）は、2002年6月20日にソニー・コンピュータエンタテインメントから発売されたPlayStation 2用のRPG。「ポポロクロイス物語」ゲームシリーズの第4作目にあたる。

## 概要
PlayStation 2で展開されるピノン王子の物語二部作の一作目。前作までとは異なり二作を跨ぐ壮大な物語が展開されるのが特徴。
主人公がピエトロの息子ピノン王子に代替わりし、一部キャラクターが成長した姿で登場する他、見下ろし形2Dから3Dグラフィックを採用したゲームシステムに。またバトルなどのシステムも完全に一新された。本作は最大3人にパーティーで戦闘を行う。2人技や3人技などの連携技が用意されている。ガッツに代わり気合ゲージが登場、一定に達すると自分のターンになる半ターン制のコマンドバトルになっている。攻撃せず、ゲージを溜め続けることも可能。ゲージの速度は各キャラクターのすばやさで決まる。
発表当初のタイトルは『ポポロクロイス物語3 〜はじまりの冒険〜』だった。また当初は三部作として開発されていたが変更された経緯も存在する。

## あらすじ
前作『ポポロクロイス物語II』から15年の時が流れ、ポポロクロイスの国王となったピエトロ、王妃となったナルシアの間に「ピノン」という息子が生まれていた。ある日ピノンは城の裏手にある竜の祠で、大きな怪物に襲われ、その中で不思議な生き物「パプー」と出会う。パプーから夜を統べる精霊がこの世を闇に落とそうとしている危機を知らされ、仲間と協力して闇に立ち向かっていく。

## 登場人物
ピノン
ポポロクロイスの王子で主人公、8歳。冷静で物恐れしない強い心を持っている。ピエトロ王の人間と竜の血筋、ナルシア王妃の妖精の血筋を引き継ぐクォーターでもある。両親から受け継いだ剣と魔法の力でたたかう。
ルナ
海で出会う謎多き少女。かつてナルシア王妃が身につけていた「黄金の鍵」を持つ。多彩な魔法を使う後衛タイプ。
マルコ
過去にピエトロ王と冒険をした猟師レオナの息子。斧を使ったダイナミックな戦い方をする。

## 地名
竜の祠
ポポロクロイス城の風車小屋の奥にある洞窟。王家の宝物などが置いてある。また、月の精霊であるパプーが封印されていた場所や、一度砕かれた黄金の鍵の再生、奥には月の掟を破ることができる月の雫が祭られている満月の祭壇など、月の精霊に関係があるものが多数存在する。
風の聖域
精霊の国ファントネシアの一つ。闇の精霊が放ったケイモスに支配されており、風の聖域全体は嵐に包まれている。その影響でポポロクロイスで突風が巻き起こっている。
炎の聖域
精霊の国ファントネシアの一つ。闇の精霊が放ったイブートに支配されており、炎の聖域全体はマグマで覆われている。その影響でフローネルの森周辺は極度の暑さになっている。
氷海
水の聖域が凍ってしまったことでポポロクロイス海岸にできた洞窟。元は海だったが、迷路のように入り組んだ場所になっておりモンスターも存在する。最深部には水の聖域の入り口が存在するが、その前にアクアゴンが待ち構えている。
水の聖域
精霊の国ファントネシアの一つ。闇の精霊が放ったアクアゴンリパーに支配されており、水の聖域全体が凍り付いている。その影響でポポロクロイス全域の水が凍りつき、極度の寒さになっている。
闇の聖域
精霊の国ファントネシアの一つ。ポポロクロイスにそっくりな城下町の奥には闇の城が存在し、城の奥には闇の精霊ヤズムがいる。闇の精霊の影響によりポポロクロイスは闇に包まれており、城下町の人間に覇気がなくなっている。また、レッサーデーモンが道具屋の店番をしている。

## 主題歌
- エンディング「瞳の扉」

歌：marhy 作詞：西尾佐栄子 作曲・編曲：佐橋佳幸

## サウンドトラック
- ポポロクロイス ～はじまりの冒険～ オリジナル・サウンドトラック（2002年8月21日）